# Ofensiva talibana de 2021
La ofensiva talibán de 2021 fue la una operación militar de los talibanes y grupos militantes aliados, incluida Al Qaeda, durante la  guerra civil contra el gobierno de la República Islámica de Afganistán y sus aliados que comenzó el 1 de mayo de 2021, simultáneamente con la retirada de la mayoría de las tropas estadounidenses de Afganistán. Al 15 de julio de 2021, más de un tercio de los 421 distritos de Afganistán estaban controlados por los talibanes, y para el 21 de julio, la mitad de Afganistán estaba bajo el control de los talibanes.
El 15 de agosto de 2021, los talibanes consiguieron tomar la capital, Kabul, y anunciaron su intención de proclamar el restablecimiento del Emirato Islámico de Afganistán. Posteriormente, el presidente democrático del país, Ashraf Ghani, dimitió y huyó primero a Tayikistán y posteriormente a Emiratos Árabes Unidos justificando su huida en la voluntad de evitar un baño de sangre.

## Antecedentes
Durante la guerra civil afgana (1996-2001), la resistencia a los talibanes fue más fuerte en el norte de Afganistán, la base de la Alianza del Norte. Según la Red de Analistas de Afganistán, la concentración de fuerzas de los talibanes en el norte en mayo será un intento de prevenir la creación de una segunda Alianza del Norte después de la retirada de las fuerzas estadounidenses.
En septiembre de 2020, el gobierno afgano liberó a más de 5000 prisioneros talibanes, incluidos 400 de los cuales fueron acusados y condenados por delitos graves como el asesinato, como parte del Acuerdo de Doha entre los Estados Unidos y los talibanes. Según el Consejo de Seguridad Nacional de Afganistán, muchos de los prisioneros liberados que eran «expertos» regresaron al campo de batalla y fortalecieron la capacidad combativa de los talibanes.

## Cronología

### Avances iniciales

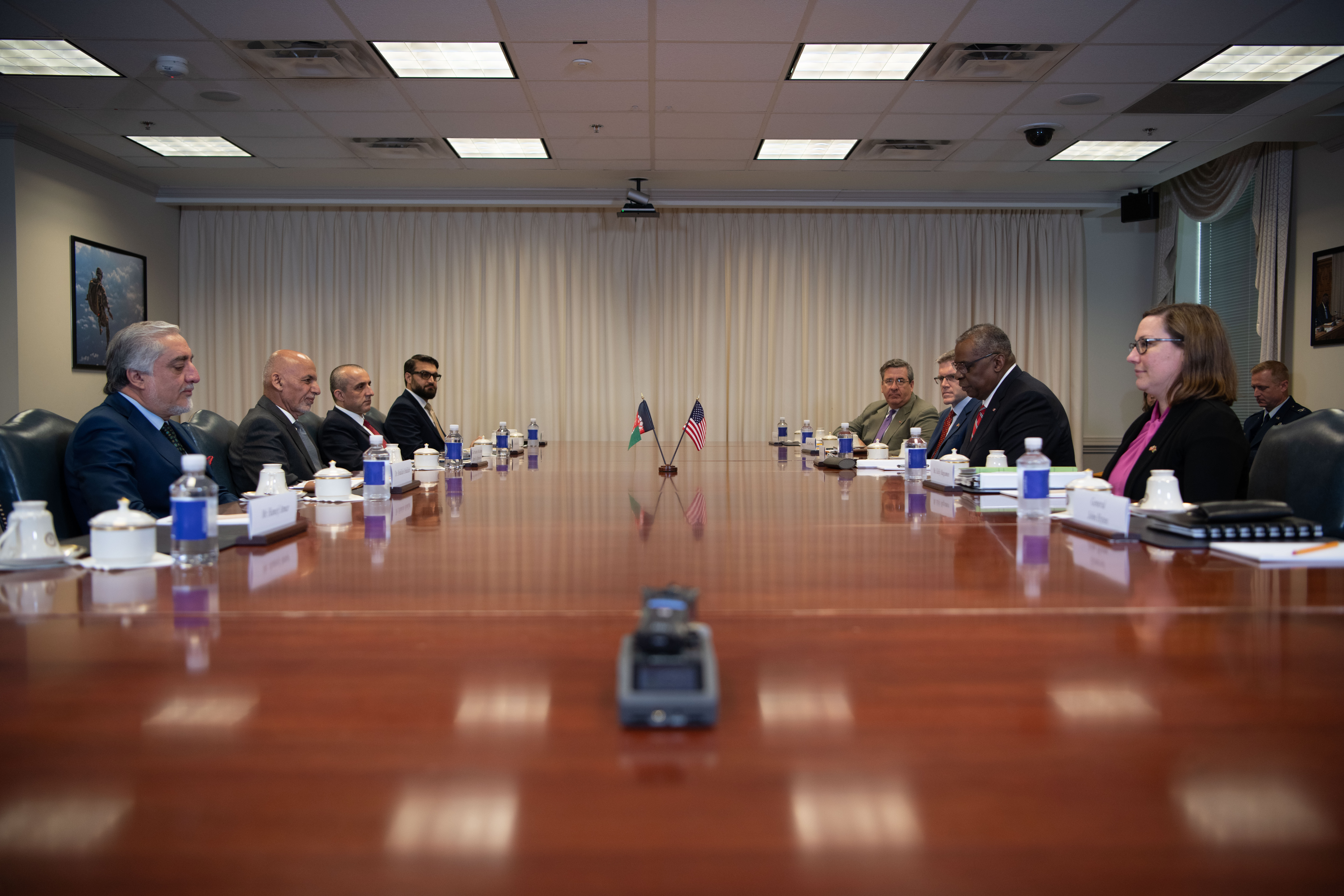
El Secretario de Defensa de los Estados Unidos Lloyd Austin, se reunió con el presidente de Afganistán Ashraf Ghani en junio de 2021.

En mayo, los talibanes capturaron 15 distritos del gobierno afgano, incluidos los distritos de Nirkh y Jalrez en la provincia de Vardak. Entre los lugares capturados se encuentra la presa Dahla en la provincia de Kandahar, la segunda presa más grande de Afganistán. Durante el mes, 405 fuerzas de seguridad nacional afganas y 260 civiles murieron durante los enfrentamientos con los talibanes, mientras que el Ministerio de Defensa afgano afirmó haber matado a 2.146 combatientes talibanes.
A finales de mayo, Portugal, Eslovenia, España y Suecia habían retirado completamente sus fuerzas de Afganistán.
En junio, los talibanes capturaron 69 distritos del gobierno afgano y entraron en las ciudades de Kunduz y Puli Khumri. La ciudad de Mazar-e Sarif fue sitiada por los talibanes. Entre los lugares capturados por los talibanes se encuentra el principal cruce fronterizo de Afganistán con Tayikistán y el distrito de Saydabad en la provincia de Vardak, que se llama la puerta de entrada a la capital de Afganistán, Kabul. En cuanto al equipo, los talibanes capturaron 700 camiones y Humvees de las fuerzas de seguridad afganas, así como decenas de vehículos blindados y sistemas de artillería.
Un Mil Mi-17 de la Fuerza Aérea Afgana fue derribado por los talibanes, matando a tres pilotos, mientras que un UH-60 Black Hawk resultó dañado en tierra después de que los talibanes bombardearan un puesto de avanzada perteneciente a las Fuerzas Armadas afganas en el mismo mes. El 16 de junio, militantes talibanes ejecutaron a 22 comandos del ejército afgano que se rendían en la ciudad de Dawlat Abad. Durante el mes, 703 fuerzas de seguridad nacional afganas y 208 civiles murieron durante los enfrentamientos con los talibanes, mientras que el Ministerio de Defensa afgano afirmó haber matado a 1.535 combatientes talibanes. El 19 de junio, el jefe de Estado Mayor del Ejército Nacional Afgano y los ministros de Defensa e Interior fueron reemplazados por el presidente Ashraf Ghani Ahmadzai. A finales de junio, todos los países miembros de la Misión Apoyo Decidido habían retirado sus tropas, excepto Reino Unido, Turquía y Estados Unidos.
El 22 de junio, los talibanes capturaron Shir Khan Bandar, el principal paso fronterizo de Tayikistán en Afganistán. 13 distritos cayeron en manos de los talibanes en 24 horas. El mismo día, también se estaban produciendo intensos combates en la provincia de Baglán después de que las fuerzas afganas lanzaran una operación militar en las afueras de Puli Khumri, la capital provincial, matando a 17 militantes talibanes, incluido Qari Khalid, un comandante de división talibán. Simultáneamente, las fuerzas talibanas tomaron el control de Balkh y rodearon Mazar-e Sarif, la capital de la provincia de Balj. El 23 de junio, las fuerzas talibanas y afganas se enfrentaron dentro de Puli Khumri.
El 25 de junio, los talibanes tomaron el control del distrito de Shinwari y el distrito de Ghorband en la provincia de Parwān, al norte de Kabul. Ese mismo día NBC News informó que los talibanes "estaban sorprendidos por la velocidad de su avance y habían evitado capturar algunos objetivos para no entrar en conflicto con Estados Unidos", y el gobierno afgano lanzó un programa llamado Movilización Nacional que tenía como objetivo para armar grupos de milicias para luchar contra los talibanes. Mientras tanto, el emir diputado talibán, Sirajuddin Haqqani, emitió una serie de instrucciones en Voice of Jihad para el gobierno de los territorios capturados en la ofensiva. El investigador del Long War Journal de FDD, Thomas Joscelyn, argumentó que las declaraciones de Haqqani "se leen como las que emitiría el jefe de una nación".
El 27 de junio, el distrito de Chaki Wardak y el distrito de Saydabad cayeron en manos de los talibanes después de que al menos 50 soldados afganos se rindieran y fueran capturados por los talibanes. El mismo día, el distrito de Rustaq, el distrito de Shortepa y el distrito de Arghistan cayeron en manos de los talibanes. ToloNews informó que 108 distritos cayeron en manos de los talibanes en los últimos dos meses y el ejército afgano solo había logrado retomar 10. El 29 de junio, los talibanes lanzaron una ofensiva contra Gazni, provocando violentos enfrentamientos dentro de la ciudad.

### Escalada

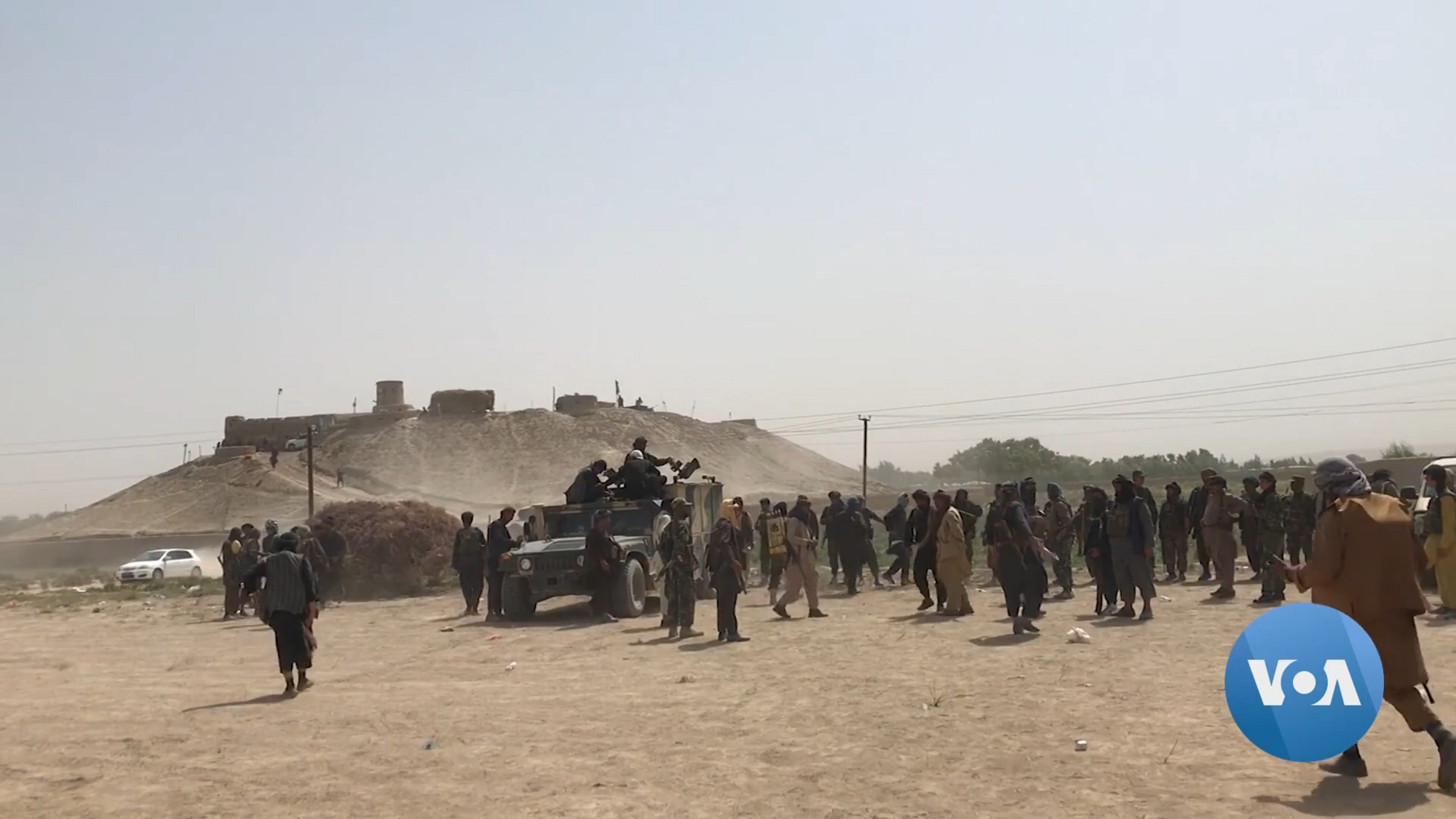
Tropas del Ejército Nacional Afgano se reúnen en la provincia de Jawzjān para hacer frente a la ofensiva talibana de 2021.

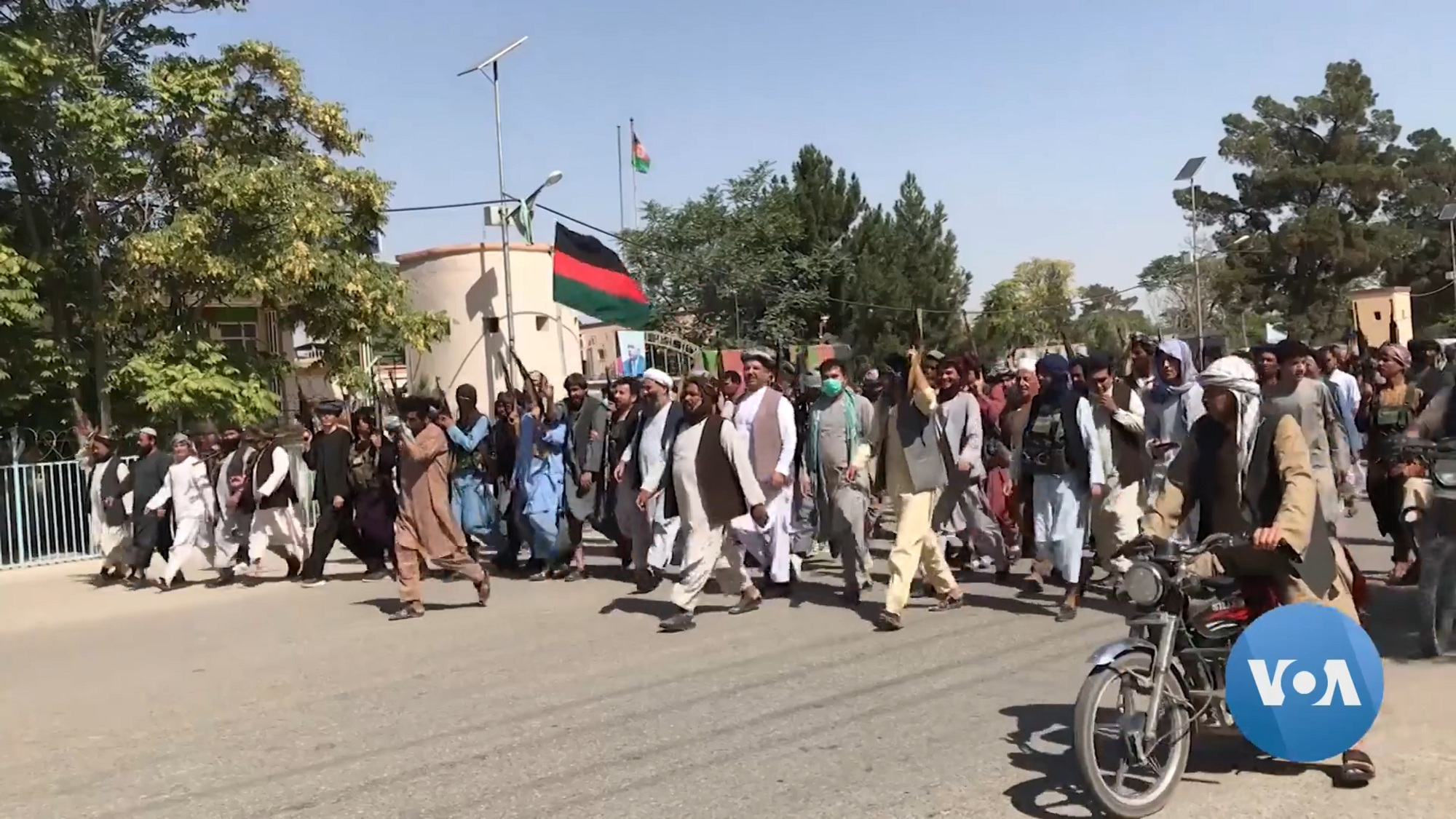
Civiles se manifiestan en apoyo al gobierno afgano en la provincia de Jawzjān en julio.

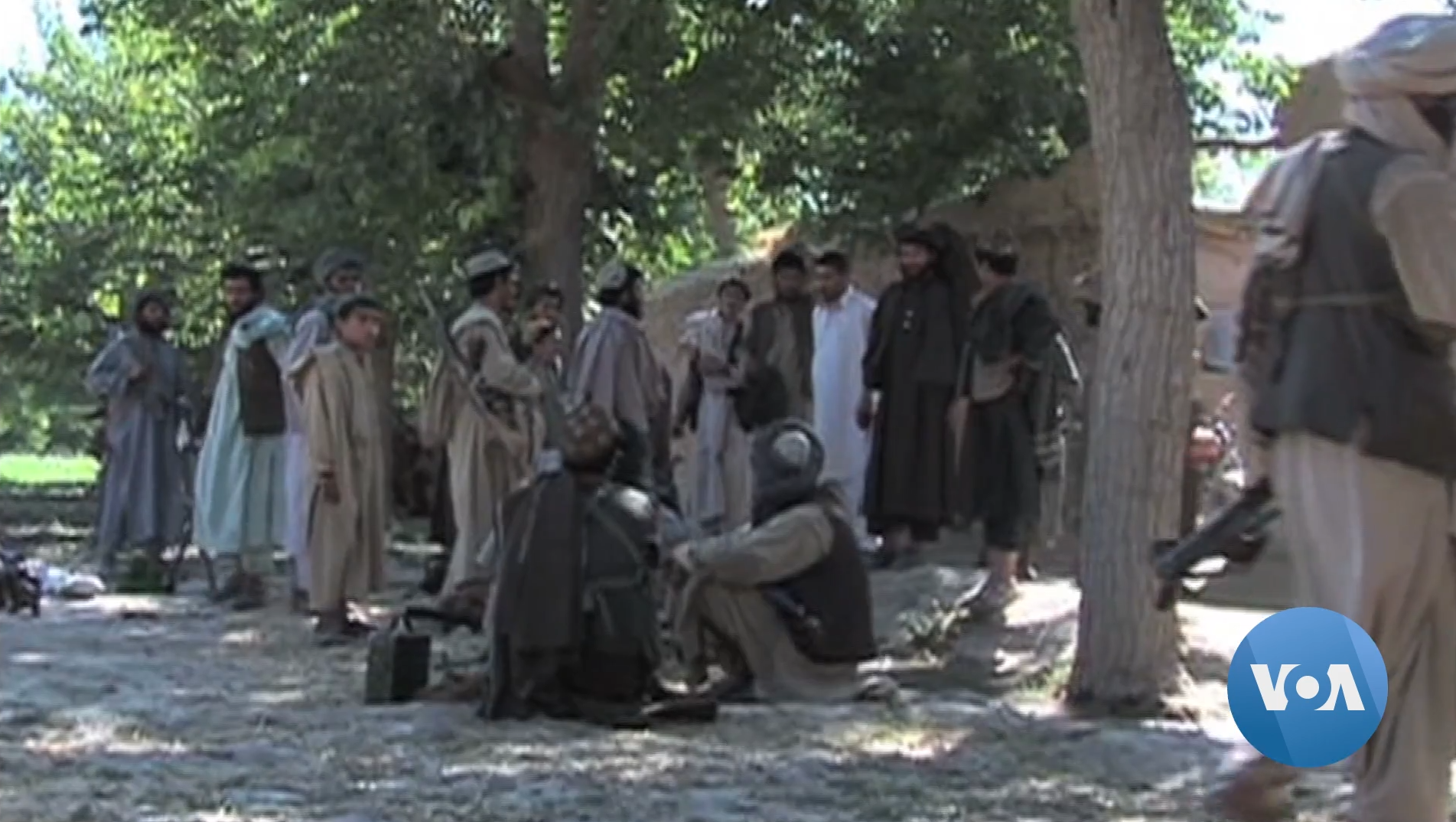
Militantes talibanes descansan en una aldea durante la ofensiva.

El 2 de julio, Alemania e Italia retiraron sus tropas de Afganistán y las tropas estadounidenses abandonaron la Base Aérea de Bagram y la entregaron a las Fuerzas Armadas afganas.
El primer fin de semana de julio, cientos de mujeres armadas tomaron las calles del norte y centro de Afganistán en manifestaciones contra la ofensiva de los talibanes, la mayor de las cuales tuvo lugar en Firozkoh, la capital de la provincia de Ġawr. El gobernador provincial Abdulzahir Faizzada informó en una entrevista con The Guardian que muchas mujeres afganas, algunas de las cuales escaparon recientemente de los talibanes, han estado aprendiendo a usar armas de fuego para defenderse, y algunas ya han luchado contra los talibanes. El portavoz talibán Zabiullah Mujahid denunció los informes como "propaganda" y declaró que "las mujeres nunca tomarán armas contra nosotros". Durante el fin de semana, los talibanes capturaron nueve puestos fronterizos pertenecientes al ejército afgano en la provincia de Kunar, cerca de la frontera con Pakistán, durante el cual trainta y nueve miembros del ejército afgano se rindieron a los talibanes mientras que otros treinta y uno huyeron a Pakistán.
El 5 de julio, el presidente de Tayikistán, Emomali Rahmon, anunció el despliegue de 20 000 soldados en la frontera entre Afganistán y Tayikistán, a fin de evitar que la guerra afgana se propagara a Tayikistán. El 9 de julio, la Organización del Tratado de Seguridad Colectiva (OTSC) anunció que Rusia desplegaría 7000 soldados en la frontera también para ayudar a Tayikistán. El 7 de julio, las fuerzas progubernamentales derrotaron un intento de los talibanes de capturar la ciudad de Qal'eh-ye Now.
El 10 de julio, los talibanes capturaron el distrito de Panjwayi en la provincia de Kandahar. Los talibanes también rodearon la ciudad de Gazni en el centro de Afganistán.
El 11 de julio, el ministro de Defensa australiano, Peter Dutton, anunció el fin de su presencia militar en Afganistán, habiendo abandonado el país los últimos 80 efectivos en las últimas semanas. El 12 de julio, el comandante de las fuerzas estadounidenses y de la OTAN en Afganistán, Austin S. Miller, renunció a su cargo. Al 12 de julio de 2021, los talibanes se han apoderado de 148 distritos del gobierno afgano. El 14 de julio, el puesto fronterizo afgano en Spin Boldak fue capturado por las fuerzas talibanas.
El 12 de julio, el presidente de Turkmenistán, Gurbanguly Berdimuhamedow, ordenó el despliegue de tropas y armas pesadas y armaduras en la frontera entre Afganistán y Turkmenistán, a fin de evitar que el conflicto afgano se propagara a Turkmenistán. El 16 de julio, Uzbekistán acogió una conferencia entre varios líderes de la región y diplomáticos extranjeros, incluido el presidente afgano Ashraf Ghani, con el fin de promover la paz y prevenir una nueva guerra civil afgana.
El 15 de julio, los talibanes capturaron 64 distritos del gobierno afgano y entraron en la segunda ciudad más grande de Afganistán, Kandahar. Los pasos fronterizos de Tawraġudi con Tayikistán e Eslām Qalʿeh con Irán fueron capturados por los talibanes. Durante la captura del cruce fronterizo de Eslām Qalʿeh, algunos funcionarios de seguridad y aduanas afganos cruzaron la frontera con Irán para escapar de los talibanes. Los medios de comunicación iraníes informaron que alrededor de 300 soldados y civiles afganos habían cruzado la frontera y habían entrado en Irán para escapar de los talibanes. A la fecha, 254 fuerzas de seguridad nacionales afganas y 143 civiles murieron durante los enfrentamientos con los talibanes, mientras que el Ministerio de Defensa afgano afirmó haber matado a 2799 combatientes talibanes desde principios de mes. Alrededor de 1500 soldados afganos desertaron hacia Tayikistán, según su enviado de la CSTO. Al día siguiente, el periodista indio de Reuters, Danish Siddiqui, fue asesinado mientras cubría los enfrentamientos en Spin Boldak.
El 21 de julio, el presidente del Estado Mayor Conjunto, Mark Milley, informó que la mitad de todos los distritos afganos estaban bajo el control de los talibanes y que el impulso era "algo así" del lado de los talibanes. El 22 de julio, el Pentágono confirmó que la Fuerza Aérea de los Estados Unidos había llevado a cabo cuatro ataques aéreos en Afganistán a solicitud de funcionarios afganos. Dos ataques aéreos destinados a destruir el equipo militar capturado por los talibanes de las fuerzas de seguridad afganas; un cañón de artillería y un vehículo militar fueron destruidos. Mientras tanto, la batalla por la ciudad de Kandahar continuó, y el asentamiento fue esencialmente asediado por los rebeldes. Todos los distritos circundantes, excepto el distrito de Daman, habían caído bajo el control de los talibanes, y solo el campo aéreo de Kandahar (crucial para abastecer a las fuerzas de seguridad locales) seguía bajo el control total del gobierno. Según el Long War Journal del FDD, la posible caída del distrito de Daman ante los insurgentes haría extremadamente difícil para las fuerzas gubernamentales mantener la ciudad de Kandahar. El 22 de julio, cien personas murieron en un tiroteo masivo en Spin Boldak, provincia de Kandahar. Sin embargo, las fuerzas progubernamentales también obtuvieron una victoria en la provincia de Bamiyán, ya que las milicias locales y la policía recuperaron los distritos de Saighan y Kahmard de los talibanes, y en la provincia de Herat, donde el gobierno recuperó el distrito de Karakh.
El 24 de julio, el gobierno impuso un toque de queda entre las 10 p. m. y las 4 de la mañana en todas las provincias del país, excepto tres, con el fin de "frenar la violencia y reducir los movimientos y avances de los talibanes".
El 26 de julio, un informe de la representante de las Naciones Unidas Deborah Lyons mostró un fuerte aumento de las muertes de civiles como consecuencia de los enfrentamientos entre el gobierno y los talibanes. Lyons imploró a ambas partes que protegieran a los civiles, ya que dice que se está matando a mujeres y niños. El mismo día, alrededor de 46 soldados afganos, incluidos 5 oficiales, buscaron refugio en Pakistán después de que no pudieron defender su puesto militar.
El 28 de julio, una delegación de los talibanes se reunió en Tianjin (China) con el ministro de Relaciones Exteriores chino, Wang Yi, quien prometió el apoyo de la República Popular China a los talibanes con la condición de que cortaran los lazos con el Partido Islámico del Turquestán que es pro-independencia de Sinkiang, prometiendo "devolver a los talibanes a la corriente política principal" y ofreciéndose a albergar conversaciones de paz entre el gobierno de Afganistán y los talibanes.
Para el 31 de julio de 2021, los talibanes habían entrado en las capitales provinciales de las provincias de Helmand y Herat, capturando decenas de distritos en dichas provincias y capturando los cruces fronterizos con Irán y Turkmenistán. Entre otros, el importante distrito de Karakh de Herat fue nuevamente invadido por los rebeldes. Los insurgentes también cortaron la carretera entre el Aeropuerto Internacional de Herat y la ciudad de Herat, aunque el aeropuerto permaneció bajo control del gobierno. El Long War Journal argumentó que la capacidad del gobierno para mantener el control de la ciudad de Herat sin que el aeropuerto abasteciera a los defensores era cuestionable. Mientras tanto, la ciudad de Kandahar seguía estando en disputa.

### Agosto

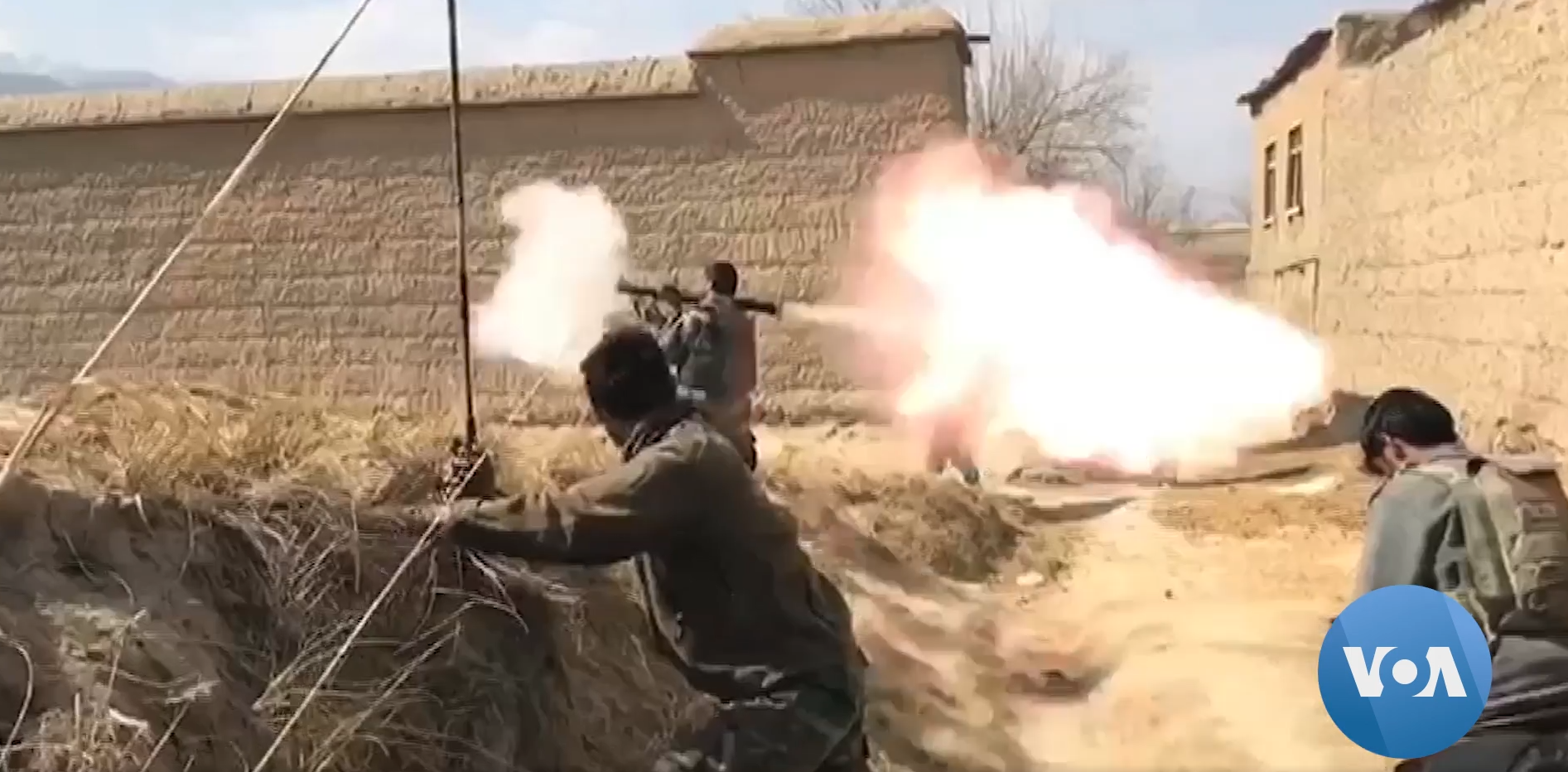
Soldados del Ejército Nacional Afgano en combate con los talibanes durante la ofensiva el 2 de agosto.

Del 1 al 2 de agosto, las zonas de Safian, Qala-e-Kohneh y Kariz en las afueras de Lashkar Gah cayeron en manos de los talibanes. Los enfrentamientos entre los talibanes y el gobierno también se produjeron en los suburbios de la ciudad, con la Fuerza Aérea Afgana y la Fuerza Aérea de los Estados Unidos atacando las posiciones de los talibanes. El 3 de agosto, cuarenta civiles murieron y más de cien resultaron heridos en los enfrentamientos. Después de capturar la estación de radio de Lashkar Gah, los talibanes comenzaron a transmitir su programación Voice of Sharia. Los rebeldes también comenzaron a atacar el aeropuerto de la ciudad. Mientras tanto, el gobierno envió refuerzos para evitar que la ciudad cayera en manos de los insurgentes.
El 3 de agosto, 13 personas murieron en un bombardeo y un tiroteo de los talibanes en Kabul. La operación de estilo inghimasi, llevada a cabo por el "Batallón del Martirio" de los talibanes, tenía como objetivo matar al ministro de Defensa, Bismillah Khan Mohammadi, pero este sobrevivió al ataque. Mohammadi fue descrito por el Long War Journal como una de las figuras clave del gobierno responsable de contrarrestar la ofensiva de los talibanes.
Al 5 de agosto, 115 fuerzas de seguridad nacionales afganas y 58 civiles murieron durante los enfrentamientos con los talibanes, mientras que el Ministerio de Defensa afgano afirmó haber matado a 3.197 combatientes talibanes desde principios de mes.

### Caída de ciudades importantes
El 6 de agosto, los talibanes asesinaron a Dawa Khan Minapal, jefe del Centro de Información y Medios de Comunicación del Gobierno, en Kabul. El mismo día, se informó de fuertes enfrentamientos en la provincia de Jawzjān cuando los talibanes entraron en la capital provincial, Šibarġan. Los talibanes confirmaron su responsabilidad por el asesinato de Minapal y advirtieron que atacarían a altos funcionarios de la administración en represalia por el aumento de los ataques aéreos. El mismo día, los talibanes capturaron la capital provincial de la provincia de Nimruz, Zaranj, convirtiéndola en la primera captura por parte de los talibanes de una capital provincial desde la invasión estadounidense de 2001. Los rebeldes procedieron a abrir las cárceles locales, lo que permitió escapar a muchos presos. Como Zaranj habría sido capturado sin apenas resistencia, el periodista afgano Bilal Sarwary expresó sus sospechas de que alguien había "vendido" la ciudad a los talibanes. Un enviado de la ONU también advirtió que el país estaba entrando en una "fase más mortal" de la guerra. Los gobiernos de Reino Unido y Estados Unidos advirtieron a sus ciudadanos que abandonaran Afganistán "inmediatamente" en medio del avance de los talibanes y el empeoramiento de la situación de seguridad.
El 7 de agosto, los talibanes habían capturado Šibarġan, convirtiéndola en la segunda captura de una capital provincial. Abdul Rashid Dostum, el ex señor de la guerra y el hombre fuerte que tradicionalmente había dominado la ciudad, se llevó a sus seguidores y huyó al distrito de Khwaja Du Koh, la única zona de la provincia de Jawzjān que todavía estaba en manos del gobierno. Mientras tanto, las fuerzas progubernamentales se habían reducido a una bolsa de resistencia en Lashkar Gah, mientras que Kandahar y Herāt seguían siendo ferozmente controvertidos. Los insurgentes también lanzaron repetidas redadas en las demás capitales de provincia. El mismo día, bombarderos estadounidenses B-52 llevaron a cabo ataques aéreos contra los talibanes en Afganistán, operando desde la base aérea de Al Udeid en Catar. Estados Unidos también estaba utilizando drones Reaper armados y cañoneras AC-130 Spectre que, según los informes, comenzaron ataques diarios contra objetivos en los alrededores de Kandahar, Herat y Lashkar Gah. El USS Ronald Reagan estaba lanzando aviones rápidos para brindar apoyo a las misiones.
Al día siguiente, los talibanes capturaron las ciudades de Kunduz y Sar-e Pol después de fuertes enfrentamientos con las Fuerzas de Seguridad Nacional afganas. En las batallas por las dos ciudades, se informó de deserciones masivas, ya que el rápido avance rebelde y la propaganda de los talibanes habían desmotivado a muchos soldados del Ejército Nacional Afgano. Las fuerzas progubernamentales solo pudieron mantener la base militar y el aeropuerto de Kunduz. Los periodistas describieron la captura de Kunduz como "la ganancia más significativa para los talibanes desde que lanzaron su ofensiva en mayo", siendo la ciudad uno de los asentamientos más grandes de Afganistán, bien conectado con otros lugares notables del país, incluido Kabul, y considerado parte de un importante Ruta del contrabando de drogas en Asia Central. La ciudad de Taloqan también fue tomada por los talibanes a fines del 8 de agosto, convirtiéndola en la quinta capital provincial en caer. Las fuerzas gubernamentales se retiraron de la ciudad después del mediodía, retomando el distrito de Warsaj y el distrito de Farkhar.
El 9 de agosto, los talibanes capturaron Samangan, la capital de la provincia del mismo del mismo nombre. El vicegobernador Sefatullah Samangani dijo a la agencia de noticias AFP que las fuerzas gubernamentales se habían retirado de la ciudad sin luchar después de que representantes de la comunidad pidieran que se evitara más violencia. El mismo día, Asif Azimi, un exsenador de Samangan y un prominente caudillo del partido Jamiati Islami, desertó al Talibán. Azimi dijo que cientos de hombres bajo su mando también se habían pasado al Talibán. El presidente Ashraf Ghani y otros líderes políticos también acordaron formar un centro de comando conjunto para coordinar y ayudar con las fuerzas de levantamiento público.
Los enfrentamientos se intensificaron alrededor de Mazari Sharif el 10 de agosto. En Farāh, capital de la provincia de Farāh, los talibanes habían tomado el control del recinto del gobernador después de intensos combates entre los talibanes y las fuerzas gubernamentales. También habían tomado el control de la comisaría y la prisión. Aunque continuaron los intensos combates, Farah se convirtió en la séptima capital provincial en caer. Una octava capital provincial, Puli Khumri de la provincia de Baglán, también fue capturada el 10 de agosto.
El 11 de agosto, Fayzābād de la provincia de Badajshán se convirtió en la novena capital provincial en ser capturada por los talibanes. Una vez que los talibanes llegaron a las puertas de la ciudad, las fuerzas gubernamentales decidieron retirarse al distrito de Farkhar y unirse a las fuerzas de seguridad allí tras la caída de Taloqan. Antes de la invasión estadounidense, Fayzabad había sido la sede de la Alianza del Norte. El mismo día, los talibanes capturaron el aeropuerto de Kunduz y una importante base militar perteneciente al 217 Cuerpo de Pamir después de que cientos de tropas afganas se rindieran, asegurando el control de los talibanes sobre su equipo militar en Kunduz. La base militar era responsable de la seguridad de Kunduz, Tahar y Badajshán y fue una de las ocho instalaciones de este tipo en Afganistán; su caída redujo aún más la moral sufrida del Ejército Nacional Afgano, al tiempo que hizo que para el gobierno afgano fuera imposible planear una contraofensiva para aliviar Mazari Sharif. Deutsche Presse-Agentur (dpa) citó a dos concejales locales que dijeron que todo el 217.º Cuerpo de Pamir se rindió a las fuerzas talibanas en Kunduz. Un portavoz de los talibanes también publicó un video en Twitter que supuestamente mostraba a soldados del gobierno uniéndose a las filas de los militantes. Las tropas sitiadas del 217 Cuerpo de Pamir resistieron durante tres días antes de rendirse; Los talibanes capturaron gran parte del equipo militar en la base y el aeropuerto. Además, el día vio el reemplazo del general Wali Mohammad Ahmadzai por el general Haibatullah Alizai como el nuevo jefe de personal del ejército afgano. El general saliente Ahmadzai se desempeñó como jefe de personal del ejército afgano desde que asumió el cargo en junio de 2021.
El 12 de agosto, los talibanes tomaron la ciudad de Ghazni, convirtiéndola en la décima capital provincial en caer en una semana. La ciudad se encuentra a lo largo de la carretera Kabul-Kandahar, que sirve como puerta de entrada entre la capital afgana y las fortalezas del sur. El gobernador de la provincia de Ghazni pronto fue arrestado en Wardak por "rendirse sin luchar" a cambio de un pasaje seguro. El mismo día, el gobierno central ofreció una propuesta de "reparto del poder" en lugar de un alto el fuego; los talibanes rechazaron esta oferta afirmando que querían establecer un nuevo emirato islámico. El mismo día también se produjo la caída de la estratégica base aérea de Shindand en Herat y la captura de dos helicópteros UH-60 Black Hawk estacionados en la base aérea. A última hora de la noche, Herat, la tercera ciudad más grande de Afganistán y la capital de la provincia homónima, cayó ante los talibanes. La caída de Herat, después de dos semanas de asedio, obligó a Ismail Khan ya otros altos funcionarios y fuerzas del gobierno a buscar refugio en un aeropuerto provincial y en el cuerpo del ejército en las afueras de la ciudad. Por la mañana, Khan junto con Abdul Rahman Rahman, viceministro del Interior, y Hasib Sediqi, Jefe de la Dirección Nacional de Seguridad en Herat, se rindieron a los talibanes. El comandante del 207 Zafar Corps, Khyal Nabi Ahmadzai, y miles de fuerzas gubernamentales también se rindieron a los talibanes. Según los funcionarios locales, todo un cuerpo del ejército afgano en la ciudad de Herat se derrumbó. En este punto, controlaban once de las treinta y cuatro capitales de provincia de Afganistán. Los talibanes también habían lanzado un asalto contra Qal'eh-ye Now, capturando la ciudad después de no hacerlo en julio.
De la noche a la mañana, Kandahar fue capturada por los talibanes: los fuertes enfrentamientos alrededor de la ciudad llevaron a la retirada de la ANA, aumentando así el número de capitales provinciales controladas por los talibanes a trece.
El 14 de agosto de 2021, los talibanes capturaron siete capitales provinciales; Gardez, Sharana, Asadabad, Maymana, Mihtarlam, Nili, y Mazar-i-Sharif, la cuarta ciudad más grande de Afganistán. Dos antiguos señores de la guerra que anteriormnete habían luchado contra los talibanes, a saber, Dostum y Atta Muhammad Nur, huyeron a Uzbekistán. Abas Ebrahimzada, un legislador de la provincia de Balkh, dijo que en Mazar-i-Sharif, el ejército nacional se rindió sin apenas combatir, lo que provocó que las milicias gubernamentales y otras fuerzas se rindieran rápidamente ante el asalto de los talibanes a la ciudad. Tras la pérdida de la ciudad, Atta Muhammad Nur declaró en una publicación de Facebook que su derrota en Mazar-i-Sharif fue planeada y responsabilizó a las fuerzas gubernamentales de la derrota. No especificó quién estaba detrás de la conspiración, ni proporcionó ningún detalle aparte de decir que él y Dostum están en un lugar seguro. Más tarde, las fuerzas talibanas también entraron en Maidan Shar, centro de la provincia de Maidan Wardak. En este punto, los rebeldes habían rodeado Kabul, mientras que el Ejército Nacional Afgano había caído en el caos tras su rápida derrota en todo el país. Únicamente el 201.º Cuerpo de Ejército y la 111.ª División, ambos con base en la capital afgana, estaban aún operativos.

### Caída de Kabul

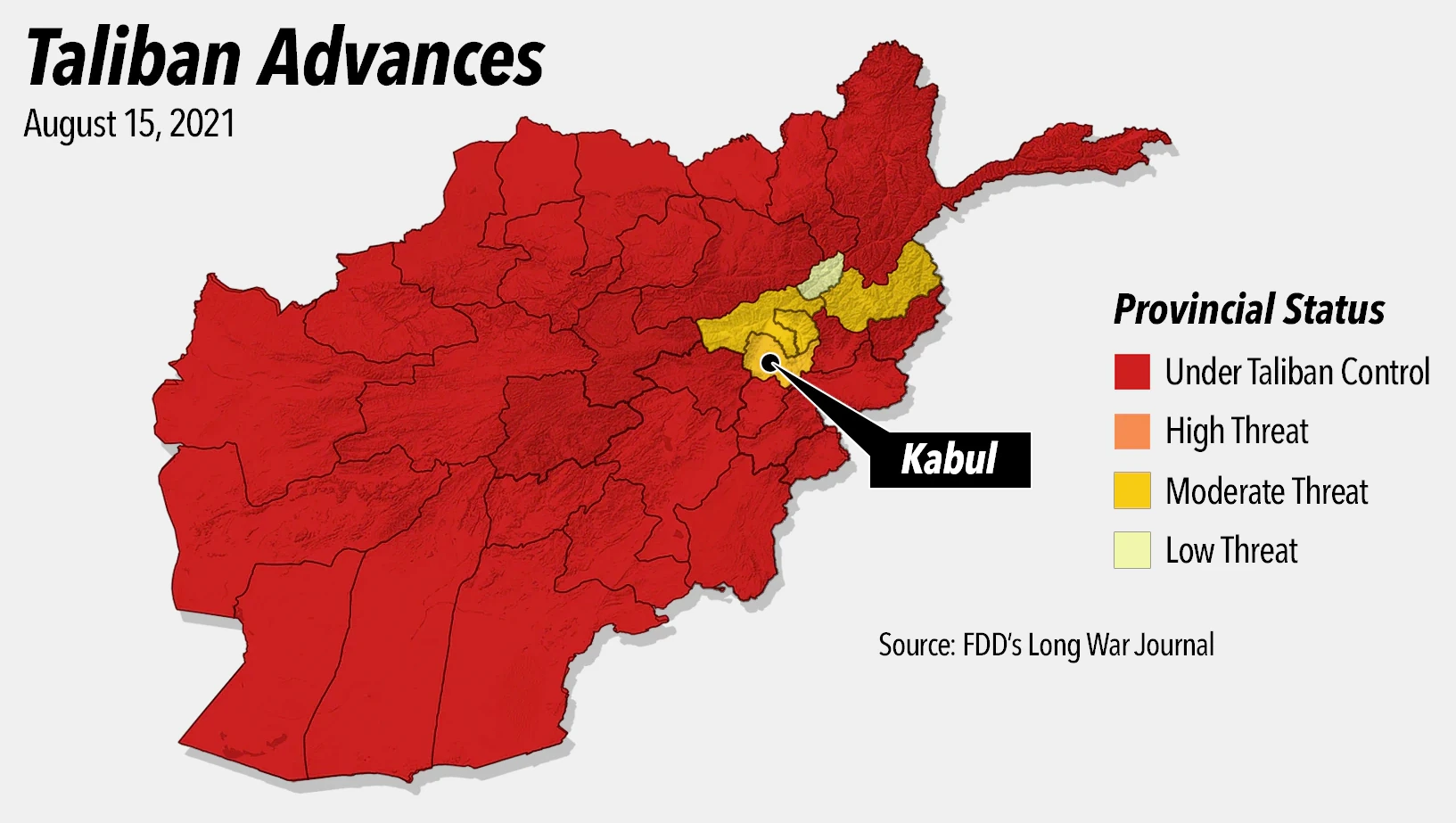
Control de Afganistán por los talibanes antes del 15 de agosto de 2021

El 15 de agosto, los talibanes llegan a las afueras de la ciudad de Kabul y comienzan a asediar la ciudad por todos los frentes, pero los líderes talibanes han pedido a sus tropas que no entren en la ciudad, mientras se negocia un traspaso pacífico del poder a un «Gobierno de transición». Mientras varios periódicos informan que el presidente de Afganistán, Ashraf Ghani ha abandonado el país dejando al ministro del Interior, Abdul Sattar Mirzakwal con la tarea de negociar el traspaso de poderes. Los países que aún cuentan con personal militar o diplomático en la zona han comenzado una evacuación masiva de sus ciudadanos ante el imparable avance talibán. En unas imágenes que recuerdan a la caótica evacuación de Saigón en 1975, el personal diplomático y militar estadounidense y británico fue evacuado en helicópteros al cercano aeropuerto de Kabul, lo que ha provocado que los vuelos comerciales hayan sido cancelados y solo se permiten vuelos militares. Mientras en sus respectivas embajadas el personal destruye precipitadamente documentos confidenciales. Ese mismo día algo más tarde, los líderes talibanes ordenaron a sus combatientes que entraran en Kabul tras haberlos retenido en las afueras de la ciudad. Según dijeron para evitar el caos y los saqueos después del completo colapso del gobierno afgano y de sus fuerzas de seguridad. Los talibanes se dirigieron al palacio presidencial donde fueron entrevistados por la cadena de televisión Al Jazeera. Posteriormente, ese mismo día, los combatientes talibanes comenzaron a patrullar la ciudad.

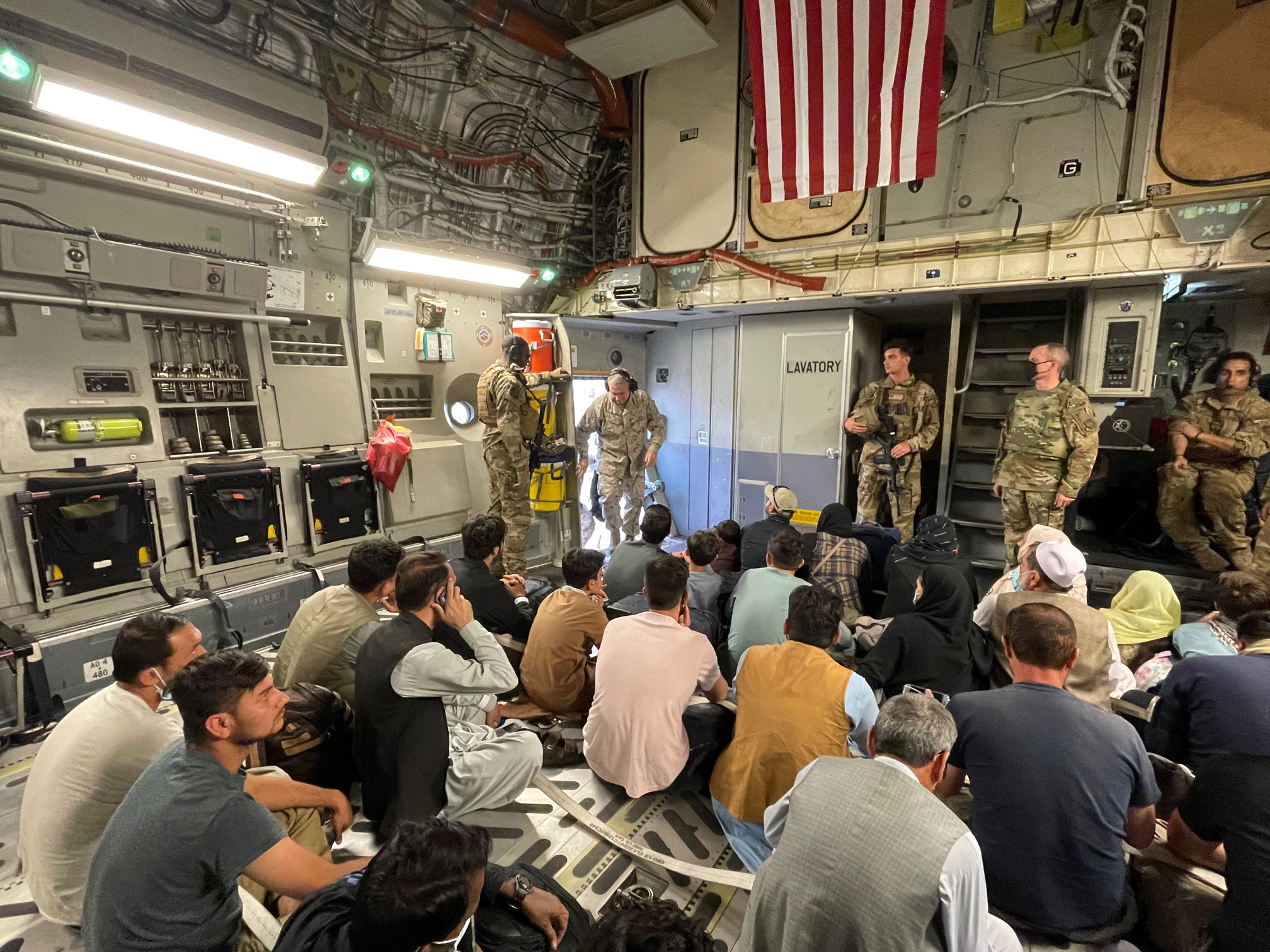
Interior de un avión con refugiados afganos en el aeropuerto internacional Hamid Karzai el 17 de agosto

Nikita Ishchenko, portavoz de la embajada de Rusia en Kabul, dijo que Ashraf Ghani huyó de Afganistán con cuatro vehículos de alta gama y helicópteros llenos de dinero en efectivo. El portavoz también agregó que no todo el dinero cabía dentro el helicóptero, por lo que parte del dinero quedó tirado en medio de la pista de aterrizaje. Los comentarios de Ischenko fueron confirmados por Reuters y el portavoz citó a «testigos» como la fuente de la información.
A última hora del 15 de agosto, durante la caída de Kabul, un avión de la Fuerza Aérea de Afganistán fue derribado por las Fuerzas de Defensa Aérea de Uzbekistán después de que este entró en su espacio aéreo. El avión se estrelló en la provincia de Surjandaria. Se desconoce cuántas personas viajaban a bordo y si sobrevivieron, pero según la agencia de noticias rusa RIA Novosti que citó a fuentes del Ministerio de Defensa de Uzbekistán diciendo que el piloto se había eyectado herido pero que sobrevivió. Horas antes, Uzbekistán informó que había detenido a 84 soldados afganos que habían cruzado la frontera en busca de asistencia médica mientras huían de la ofensiva de los talibanes.
El 16 de agosto, continuó la evacuación del personal extranjero y de aquellos afganos que han trabajado para ellos, mientras en el aeropuerto de Kabul se suceden las escenas de caos y de pánico mientras miles de civiles afganos tratan desesperadamente de subirse a alguno de los aviones militares extranjeros para huir del país. En declaraciones a la cadena de televisión catarí Al Jazeera Mohammad Naim, el portavoz de la oficina política de la milicia talibán en Doha (Catar), ha dado por finalizada la contienda después de que sus tropas hayan ocupado Kabul sin ningún combate ante el completo colapso del gobierno afgano.
El Pentágono confirmó que el jefe del Comando Central de Estados Unidos en Catar, el general Kenneth F. McKenzie Jr., se reunió con varios líderes talibanes con base en la capital de Catar (Doha). Los talibanes acordaron los términos establecidos por McKenzie para que los refugiados huyan utilizando el Aeropuerto de Kabul.

## Reacciones

### Nacional
- República Islámica de Afganistán: el gobierno afgano se ha comprometido a recuperar todos los distritos tomados por los talibanes.[142] El político afgano y ex muyahidín Ismail Khan declaró la formación del Movimiento de Resistencia Popular de Afganistán Occidental para luchar contra los talibanes en la provincia de Herat. El 2 de agosto de 2021, el presidente Ghani culpó del avance de los talibanes a la repentina retirada de las tropas estadounidenses y dijo que el primero no había cortado los lazos con organizaciones terroristas y había intensificado los ataques contra las mujeres, lo que los talibanes negaron.[143]

- Talibán: El 9 de julio, el negociador talibán Shahabuddin Delawar dijo en Moscú (Rusia) que el grupo "tenía el control del 85% del territorio de Afganistán" y señaló que "no formaba parte del acuerdo" con Estados Unidos de no atacar centros administrativos en territorio afgano.[144]

### Internacional

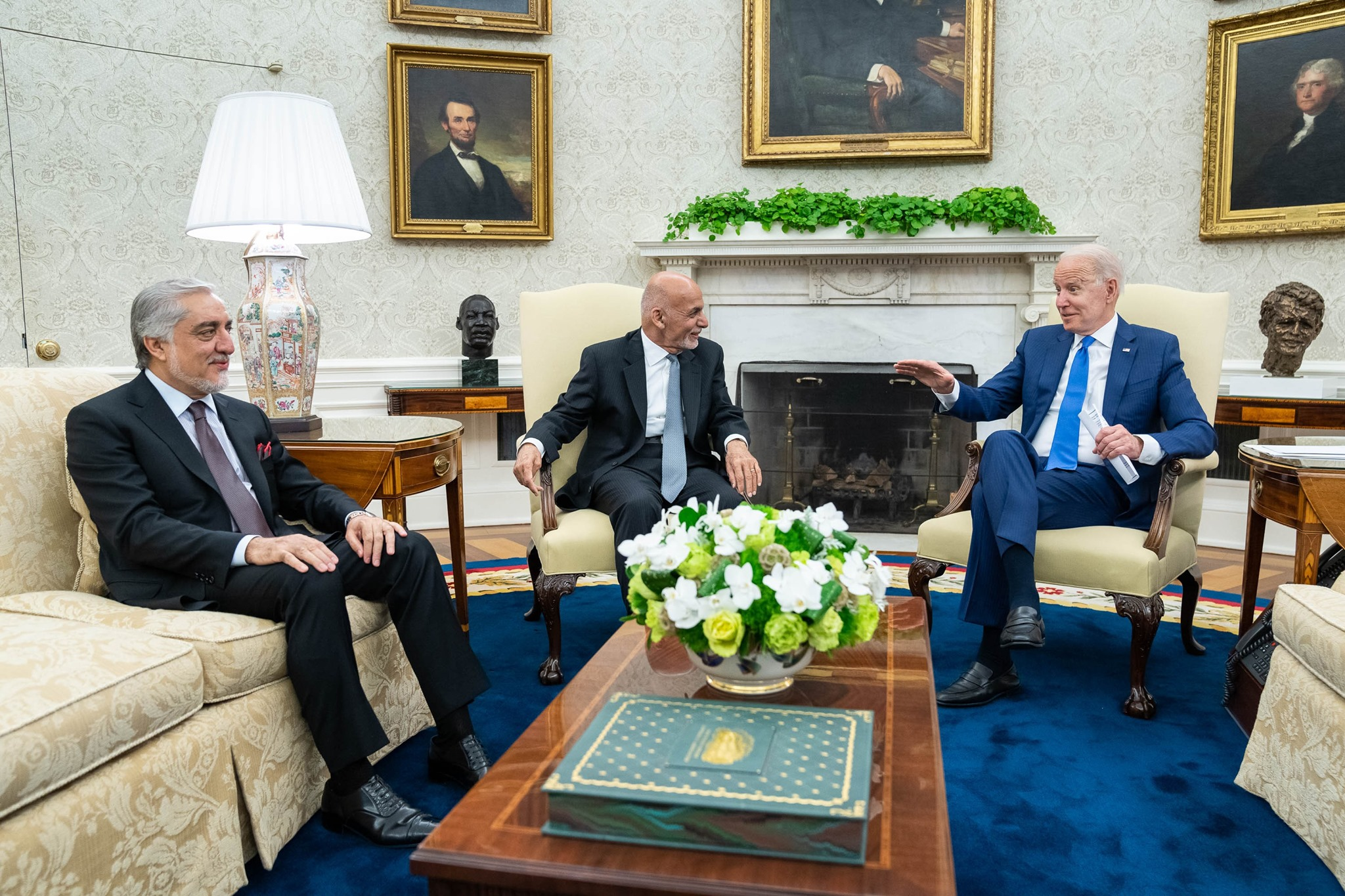
Reunión del presidente estadounidense Joe Biden con el presidente afgano Ashraf Ghani y el presidente del Alto Consejo Nacional de Reconciliación Abdullah Abdullah, 25 de junio de 2021.

- Alemania: El ministro de Relaciones Exteriores, Heiko Maas, dijo que Alemania cortaría la ayuda financiera si los talibanes se apoderan del país e imponen la ley Sharia.[145]
- Argentina: la Cancillería llamó a todas las partes a restablecer el orden y abrir el diálogo al mismo tiempo que instó a los talibanes a respetar los derechos humanos. El Ministerio de Relaciones Exteriores también instó a los talibanes a permitir que quienes deseen salir de Afganistán lo hagan y que la ayuda humanitaria llegue a la población.[146]
- Australia: el primer ministro Scott Morrison, la ministra de Relaciones Exteriores Marise Payne y el ministro de Defensa Peter Dutton anunciaron que el gobierno australiano estaba trabajando para evacuar a 130 ciudadanos australianos en Afganistán. También emitieron una declaración conjunta pidiendo a los talibanes que "cesen toda violencia contra los civiles y se adhieran al derecho internacional humanitario y los derechos humanos que todos los afganos tienen derecho a esperar, en particular las mujeres y las niñas". Australia también envió un avión C-17 y 250 soldados para ayudar con los esfuerzos de evacuación.[147]
- Brasil: El Ministerio de Relaciones Exteriores expresó su preocupación por la creciente inestabilidad no solo en Afganistán sino en toda la región de Asia Central. El país pidió una participación rápida del Consejo de Seguridad de la ONU, expresando su total apoyo a la Misión de Asistencia de las Naciones Unidas en Afganistán (UNAMA).[148]
- China: El ministro de Relaciones Exteriores, Wang Yi, ha criticado la retirada de las fuerzas de la OTAN dirigidas por Estados Unidos y las ha instado a retirarse de "manera responsable y ordenada".[149]
- Dinamarca: El ministro de Relaciones Exteriores, Jeppe Kofod, dijo que Dinamarca decidiría cerrar temporalmente su embajada en Kabul y que la situación en Kabul es grave, y hacer un esfuerzo adicional por quienes han estado al lado de Dinamarca.[150]
- España: el gobierno español se está preparando para evacuar a los afganos que trabajaban para las operaciones militares y civiles de España y las misiones de la Unión Europea. la Ejército del Aire español ya tiene un avión de transporte A400M listo para recoger a los evacuados en Kabul en cuanto se emita la orden, que debería llegar a más tardar el 30 de agosto.[151] El Ministerio del Interior "tramitará" cualquier solicitud de protección internacional realizada por traductores afganos y otros que trabajaron para las fuerzas españolas después de su llegada a España, en lugar del estatuto de refugiado.[152] Además, la base aérea de Rota se usará para distribuir los refugiados con destino a cualquier país de la Unión Europea.
- Estados Unidos: El presidente Joe Biden defendió la retirada de las tropas estadounidenses, diciendo que el país no había ido a Afganistán para "construir una nación".[153] Biden agregó que no "enviaría otra generación de estadounidenses a luchar allí" y señaló otros intentos fallidos de unificar Afganistán en el pasado. También aseguró que la seguridad de Estados Unidos no estaba en riesgo con ningún resultado de las luchas internas en Afganistán.[154][155] El 10 de agosto, el secretario de prensa del Pentágono, John Kirby, dijo a los periodistas que Estados Unidos confiaba en que los ataques aéreos tuvieran un efecto sobre los talibanes, pero que el poder aéreo estadounidense por sí solo no sería suficiente para detener la ofensiva insurgente.[156] El 16 de agosto, Joe Biden pronunció un discurso en el que defendió la retirada de las tropas y afirmó que no lamentaba la medida.[157]
- Francia: El ministro de Europa y Asuntos Exteriores, Jean-Yves Le Drian, afirmó que con el rápido deterioro de la situación en el país, el Ministerio decidió trasladar su embajada al aeropuerto de Kabul, con el fin de proceder a la evacuación de la totalidad de los diplomáticos franceses en la ciudad.[158] La ministra de las Fuerzas Armadas, Florence Parly, por demanda del presidente francés Emmanuel Macron, envíe un C130J y A400M de la Fuerza Aérea y Espacial francesa para realizar la evacuación, con el apoyo del ejército francés con base en los Emiratos Árabes Unidos en el Camp de la Paix.[159]
- India: El ministro de Relaciones Exteriores, S. Jaishankar, dijo que la India consultaría a todas las partes importantes del conflicto, incluida China, y que la India estaba presionando para lograr una "conciliación en Afganistán".[160]
- Indonesia: el Ministerio de Relaciones Exteriores instó a todos los ciudadanos indonesios a abandonar Afganistán.[161] La Comisión I del parlamento indonesio también instó al gobierno a ser activo en la mediación de ambos lados del conflicto como nación de mayoría musulmana.[162]
- Irán: el influyente clérigo, legislador y político chií Mojtaba Zonnour dijo que los talibanes son "una parte innegable de la realidad en Afganistán", y que no deben equipararse a grupos terroristas islamistas como Estado Islámico o Al Qaeda.[163]
- Italia: El Ministerio de Asuntos Exteriores y el Ministerio de Defensa enviaron un KC-767 de la Fuerza Aérea Italiana para proceder a la evacuación de los diplomáticos y ciudadanos italianos, junto con muchos colaboradores afganos y sus familias. Un enviado permanece en el aeropuerto de Kabul protegido por Carabinieri y se ha arreglado un puente aéreo.[164]
- Irlanda: el Taoiseach Micheál Martin declaró el 16 de agosto que encontraba la situación en Afganistán "profundamente preocupante". Expresó su apoyo a una declaración hecha por el secretario general de la ONU que pedía moderación a los talibanes y enfatizó la necesidad de que todas las partes del conflicto sigan el derecho internacional.[165]
- Kazajistán: Representantes del país participaron en una cumbre de la Organización de Cooperación de Shanghái junto con autoridades rusas y chinas para discutir una posible afluencia de refugiados afganos.[166]
- Kirguistán: Representantes del país participaron en una cumbre de la Organización de Cooperación de Shanghái junto con autoridades rusas y chinas para discutir una posible afluencia de refugiados afganos.[166]
- México: La Secretaría de Relaciones Exteriores rechaza la vía de la fuerza y de la violencia, y subraya enfáticamente que debe respetarse el marco institucional del país y buscarse un proceso de reconciliación nacional. El futuro de Afganistán debe ser decidido democráticamente por todas y todos los afganos. igualmente deplora de manera inequívoca los ataques deliberados contra la población civil. Los reportes de ejecuciones sumarias, de ataques deliberados contra mujeres, apaleamientos, restricciones y censura de medios de comunicación, son señal de alarma para la comunidad internacional. El precio más alto del atrincheramiento político y militar en Afganistán lo continúan pagando los más vulnerables. La catastrófica trayectoria de violencia afecta a una población que se encuentra en condiciones cada vez más precarias y con muy pocas opciones, especialmente para mujeres y niñas. Personal humanitario, médicos, traductores y otros prestadores de servicios internacionales también se encuentran en especial vulnerabilidad en estos momentos, y síntoma de esto es la ola masiva de desplazamientos que observamos y la desesperación de los civiles por huir del país.
- Nueva Zelanda: La primera ministra de Nueva Zelanda, Jacinda Ardern, y el jefe de la Fuerza de Defensa de Nueva Zelanda, Kevin Short, anunciaron que Nueva Zelanda desplegaría 40 soldados para evacuar a 53 neozelandeses y 37 afganos que habían trabajado para el ejército neozelandés junto con sus familias nucleares.[167]
- Noruega: Noruega anunció que cerrará su embajada en Kabul y la ministra de Asuntos Exteriores, Ine Marie Eriksen Søreide, dijo que "ha habido un empeoramiento importante de la situación de seguridad en Afganistán que afecta principalmente a la población civil".[168]
- Pakistán: Teniendo en cuenta los avances de los talibanes, la DG ISPR emitió una declaración de que "Pakistán debe ser visto como un facilitador, no un garante en el proceso de paz afgano".[169]
- ¨ Filipinas: La embajada de Filipinas en Pakistán, que ejerce jurisdicción sobre Afganistán, se ha comunicado con los filipinos para conocer su situación de seguridad y aconsejarles sobre el curso de acción adecuado. El Departamento de Relaciones Exteriores dijo que la embajada ha reunido a unas 75 personas para su repatriación, y se espera que más se unan a la lista en los próximos días.[170] Joseph Glenn Gumpal, presidente de Samahang Pilipino Afganistán (Organización de los filipinos en Afganistán), la comunidad de expatriados filipinos en Afganistán, dijo que hay vuelos de repatriación previstos del 22 al 24 de agosto. Hay al menos 171 trabajadores filipinos en el extranjero registrados en Afganistán que son empleados por 33 empresas que van desde contratistas de defensa hasta empresas de telecomunicaciones.[171]
- Reino Unido: el ministro de Defensa Ben Wallace dijo que el Reino Unido estará listo para trabajar con los talibanes en caso de que lleguen al poder, siempre que se adhieran a ciertas normas internacionales. Sin embargo, Wallace advirtió que Reino Unido revisará cualquier relación si se encuentra que los talibanes violan los derechos humanos en Afganistán.[172] En una crítica inusual a los aliados estadounidenses de su país, Wallace se refirió al acuerdo de Doha  como «un acuerdo podrido» que «efectivamente le dijo a un talibán que no estaban ganando y que eran ellos los que estaban ganando ..., y que probablemente toda la comunidad internacional pagará las consecuencias de eso».[173]
- Rumania: El 14 de agosto, cuando la situación en Afganistán empeoraba, el Ministerio de Relaciones Exteriores de Rumania instó a todos los ciudadanos rumanos en Afganistán a "abandonar el país de inmediato" y evitar cualquier viaje a Afganistán.[174] Dos días después, el 16 de agosto, el primer ministro de Rumania, Florin Cîțu, dijo que todavía había 35 ciudadanos rumanos en Afganistán y que se enviaría un avión para llevarlos de regreso a Rumania.[175]
- Rusia: las autoridades rusas dijeron que estaban trabajando con el gobierno de Tayikistán para protegerlo de cualquier amenaza extranjera en el marco de la Organización del Tratado de la Seguridad Colectiva.[176]
  - El representante especial ruso en Afganistán, Zamir Kabulov, dijo a la agencia de noticias RIA que el gobierno afgano solo habló de labios para afuera sobre la idea de las conversaciones y que no estaban haciendo lo suficiente para que sucedieran. También dijo que Rusia y otras potencias regionales estaban a favor de un gobierno de transición en Afganistán.[177]
- Suecia: Suecia anunció que cerrará su embajada en Kabul y la ministra de Relaciones Exteriores, Ann Linde, dijo que también se revisarán las formas de la ayuda sueca a Afganistán.[178]
- Tayikistán: El presidente Emomali Rahmon ordenó que se enviaran 20.000 soldados de reserva de las Fuerzas Terrestres del país a la frontera entre Afganistán y Tayikistán.[179]
- Turquía: El país ofreció ordenar a sus tropas que protegieran el Aeropuerto Internacional Hamid Karzai en Kabul.[180]
- Turkmenistán: las fuerzas militares turcomanas fueron asignadas a la frontera entre Afganistán y Turkmenistán por motivos de seguridad.[181]
- Uruguayː El Ministerio de Relaciones Exteriores expresó su grave preocupación "por el rápido deterioro de la situación", y llamó a todas las partes a respetar "en forma estricta y completa las obligaciones del derecho internacional humanitario", y a los actores políticos, a respetar "los esfuerzos necesarios para garantizar el respeto y protección de los derechos humanos y libertades fundamentales de toda la población afgana".[182]
- Uzbekistán: el gobierno expresó su preocupación por una posible crisis migratoria debido a las luchas internas en Afganistán e informó que las autoridades estadounidenses se habían puesto en contacto con funcionarios uzbecos para confirmar si Uzbekistán podía salvaguardar a los afganos que colaboraban con los Estados Unidos y huían del país. En respuesta, el gobierno de Uzbekistán erigió una ciudad de tiendas de campaña para los migrantes en la ciudad de Termez.[183]
- Ciudad del Vaticano: El Papa Francisco expresó su preocupación por el conflicto en Afganistán y llamó al diálogo para que la "población golpeada" pueda vivir en paz.[184]